# Geum aleppicum
Geum aleppicum là loài thực vật có hoa trong họ Hoa hồng. Loài này được Jacq. mô tả khoa học đầu tiên năm 1786.

## Hình ảnh

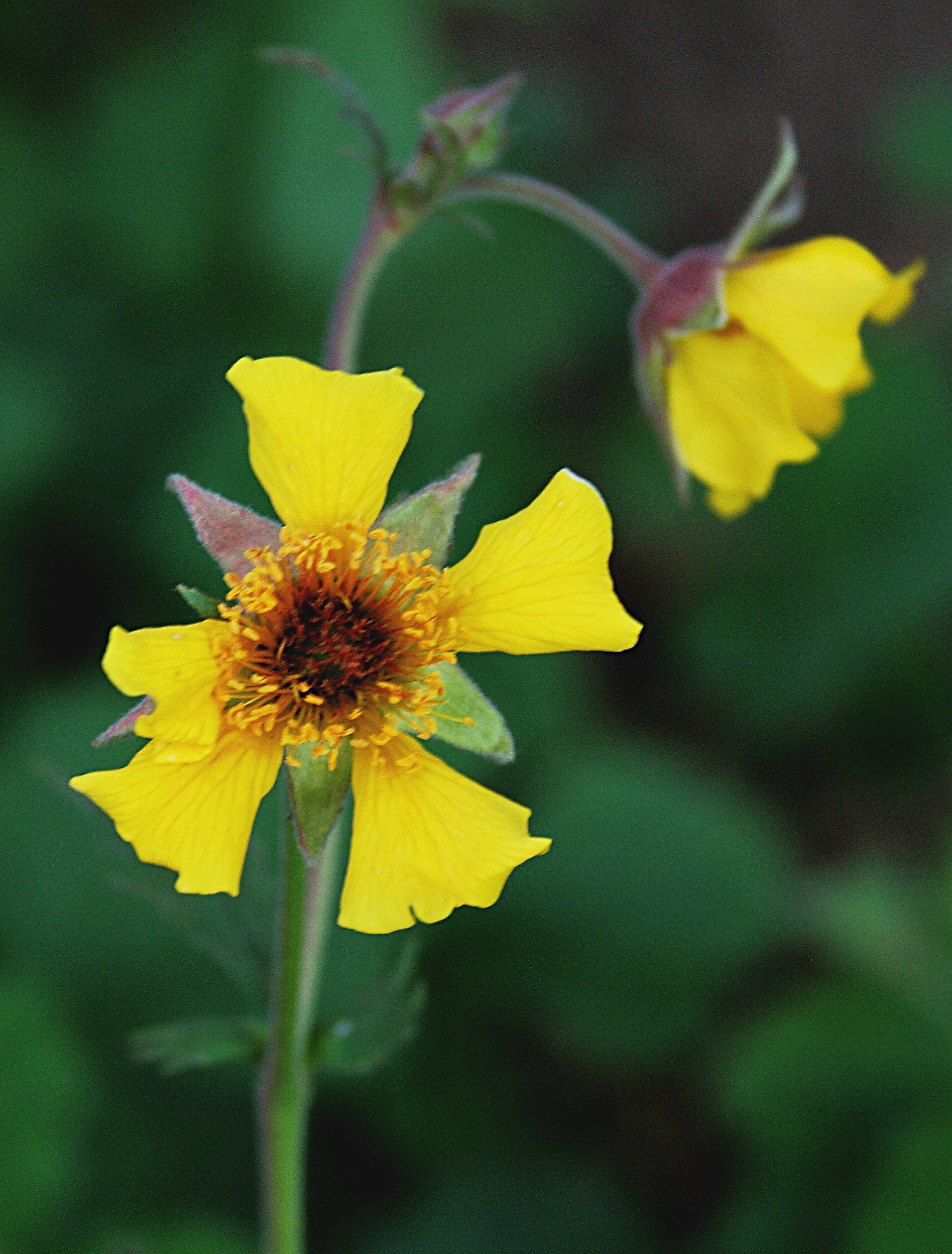
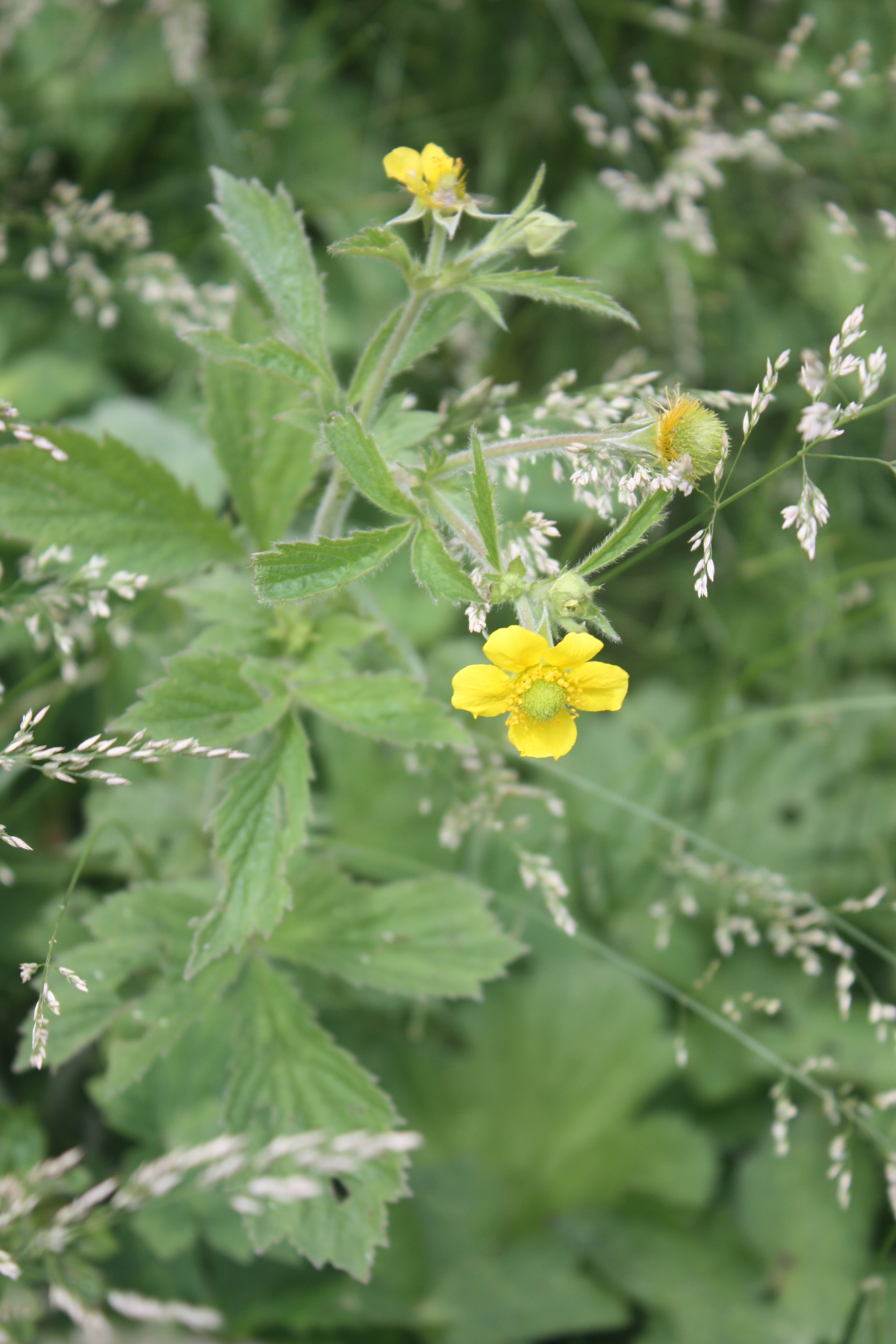
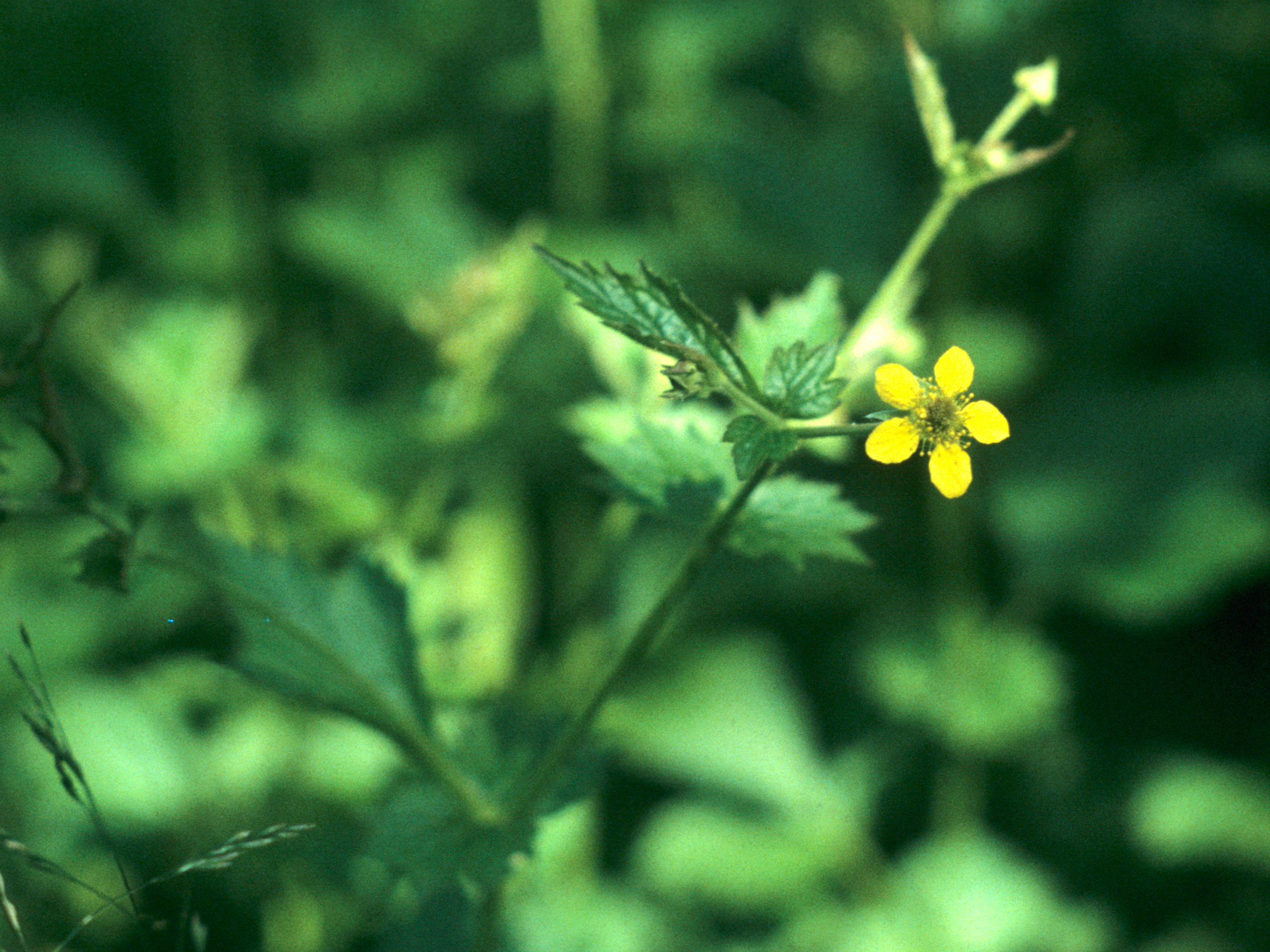
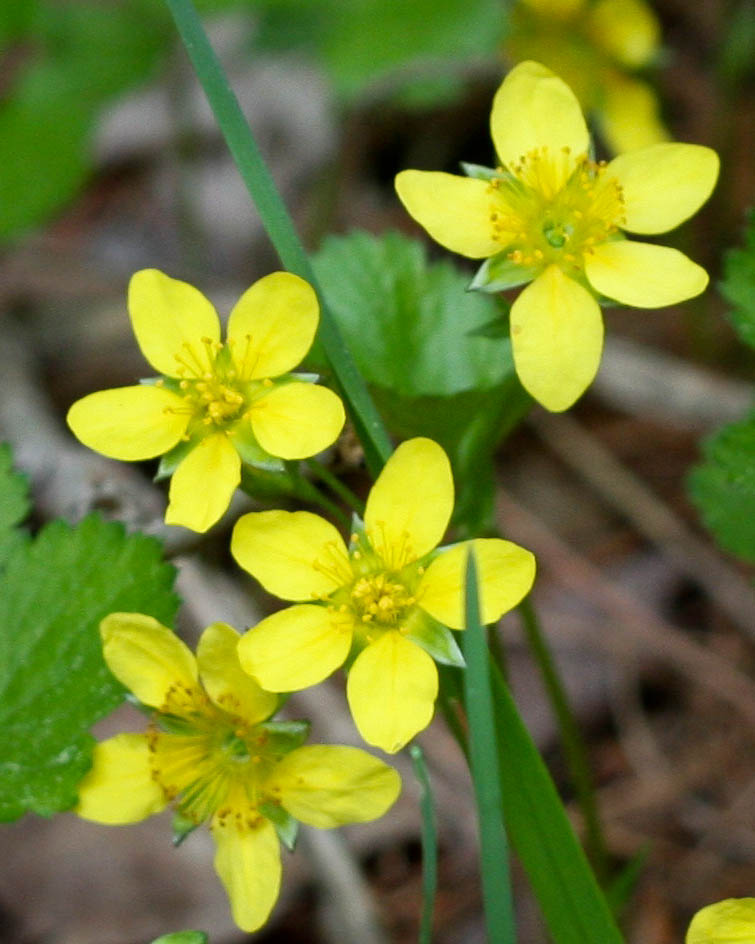